# Mirdasz
Mirdasz (arab. مرداش) – miejscowość w Syrii, w muhafazie Hama. W 2004 roku liczyła 1899 mieszkańców.